# ファッション甲子園
ファッション甲子園（ファッションこうしえん）とは、全国の高等学校に在籍する生徒が3人1組で参加するファッションコンクール、およびそれを中心として実行委員会が行うイベント・事業の総称である。青森県弘前市で開催されている。コンクールの正式名称は「全国高等学校ファッションデザイン選手権大会」。なおこの名称は登録商標として青森県が申請している。

## ファッション甲子園実行委員会
- 弘前商工会議所
- 青森県アパレル工業会
- 青森県
- 弘前市

## 全国高等学校ファッションデザイン選手権大会
ファッション甲子園実行委員会が主催する、全国の高等学校に在籍する生徒を対象としたファッションデザインのコンクールである。3人1組で参加する。各学校はデザイン画にて応募し、審査の結果、入選したチームが最終審査会へ進む。入選チームは、アクセサリー等を含めた作品を制作して、8月に行われる最終選考会へ臨む。最終審査会はチーム内の1名がモデルとなり、ファッションショー形式で行われる。

### 概ねの流れ
- 第1次書類審査　当該年度内における高等学校、中等教育学校（後期課程在籍）、特別支援学校（高等部在籍）、高等専門学校（3年生まで）の同一学校内の生徒（よって、別の学校に通っている生徒によるペアリングは原則不可）で、同一学年の生徒2人1組のペア+顧問（最終審査会で引率する教諭）1名の3名を1チームとして連名で応募。画用紙、またはケント紙（八つ切り、またはB4サイズの縦書き）でデザイン画を直筆で彩色して描く。この裏に所定申し込み用紙（コピー・ダウンロードしたもの可）を添付し、必要記入事項を添えて郵送で提出する。概ね5月中旬締め切り後、事務局による書類審査を経て、最終審査会に出場する35点以内の作品を決め、出場権獲得校については、顧問教諭にファクスで連絡した後、学校長に正式な出場権獲得決定文書を発送、併せてホームページにも掲載する。
- 最終審査会　当該年度8月中旬、ないしは下旬に弘前市市内のデパート、あるいはホールなどを会場として、ファッションショー形式によるコンクールを開催。この時、モデルは出場校のメンバーのうちの1人を原則として起用するが、1名のみ追加参加（但し交通費・宿泊費は追加参加者で各自負担）が認められる。
- 応募規定
  - 自由にイメージしたユニークな未発表オリジナル作品で、1チーム5作品まで認める。ただし、チーム構成メンバーが1人代わるだけで、別のチームの扱いとみなすため、6点以上の応募の場合は構成メンバーを変更、ないしは別チーム（同一校で複数の参加は認められる）として改めて応募する。
  - 既製品のアレンジは認めず、アクセサリーや靴なども原則として自作すること。市販のものを使う場合はその旨を主催者に連絡すること。季節、フォーマル・カジュアル、スポーツ、紳士・婦人・年齢などジャンルは問わず。
  - 作品のデザイン画は原則としては返却しないが、書類審査合格校のデザイン画についてのみ、作品制作の都合もあるためカラーコピーしたもので返却する。また最終審査の入選・優秀作品については基本的にファッションショーなどのイベントで1年間主催者側に賃借する。
  - 最終審査出場校については、主催者実行委員会から材料費として1万円、また当該校の地元から青森までの交通費・宿泊費メンバー3人分を主催者で負担する（上記のとおり、追加参加1名も認めるが、この場合は交通費・宿泊費は各自の自己負担とする）。概ね、移動日と前日のリハーサルを含め3泊4日程度となる（但し青森県とその周辺道県はこの限りにあらず）。
  - 最終審査出場校はリハーサル開催日までにデザイン画を基に実際に衣装を制作してもらう。モデル・ヘアを含むメイクその他は必ずチーム内のメンバーで行うこと。

### 賞
最終審査会により上位3校を入賞として表彰する。以下は2016年度の第16回コンクールのものである。
- 優勝校　フランス・パリへの研修旅行への派遣招待権（開催翌年3月上旬ごろに機中泊を含め4泊6日）　奨学金10万円
- 準優勝校　「メルセデスベンツ・ファッションウィーク東京」（開催翌年3月下旬ごろ）への研修視察招待権　奨学金5万円
- 3位校　「メルセデスベンツ・ファッションウィーク東京」への研修視察招待権　奨学金3万円
- 入賞校共通　賞状、記念メダル、記念盾
- その他最終審査会出場の学校関係者に対して、記念の賞状を贈呈

### 最終審査会開催日
| 回数   | 開催日        |
| ------ | ------------- |
| 第1回  | 2001年8月     |
| 第2回  | 2002年8月4日  |
| 第3回  | 2003年8月9日  |
| 第4回  | 2004年8月8日  |
| 第5回  | 2005年8月31日 |
| 第6回  | 2006年8月27日 |
| 第7回  | 2007年8月26日 |
| 第8回  | 2008年8月24日 |
| 第9回  | 2009年8月23日 |
| 第10回 | 2010年8月22日 |
| 第11回 | 2011年8月28日 |
| 第12回 | 2012年8月26日 |
| 第13回 | 2013年8月25日 |

### 後援
- 文部科学省
- 全国都道府県教育長協議会
- 全国高等学校長協会
- 青森県教育委員会

## その他

### 「ファッションによるまちづくり」事業
地元の店舗などの協力を得て、大会に関係したパネルや最終審査会に出場するチームのデザイン画などの展示をしたり、「ファッション甲子園協力店」を対象にした割引キャンペーンなどを実施したりしている。
また2007年には、「エフ・ドット・レーバン」と題したイベントを主催した。これはファッションとアートを中心にして、洋服・絵画・クラフト・陶芸・ダンス・家具・フードなど様々なジャンルの展示・販売・発表を行うものであった。

### アパレル産業振興事業
アパレル産業の振興を目的として大会最終審査の時期に合わせ、アパレルやファッションデザインに関するセミナーを行っている。そのほか、アパレル業界の展示会へのPR展示やチャリティー募金も随時行っている。

### 名称の由来
ファッション甲子園の名称の由来は初代実行委員長によると「ダンス甲子園」や「まんが甲子園」を意識して名づけたという。